# Кортегана (Уельва)
Кортегана (ісп. Cortegana) — муніципалітет в Іспанії, у складі автономної спільноти Андалусія, у провінції Уельва. Населення — 4939 осіб (2010).
Муніципалітет розташований на відстані близько 390 км на південний захід від Мадрида, 75 км на північ від Уельви.
На території муніципалітету розташовані такі населені пункти: (дані про населення за 2010 рік)
- Ла-Корте: 205 осіб
- Кортегана: 4010 осіб
- Ла-Піка: 9 осіб
- Пуерто-Лусія: 39 осіб
- Сан-Тельмо: 313 осіб
- Вальделамуса: 363 особи

## Демографія
Динаміка населення (INE ):

## Галерея зображень

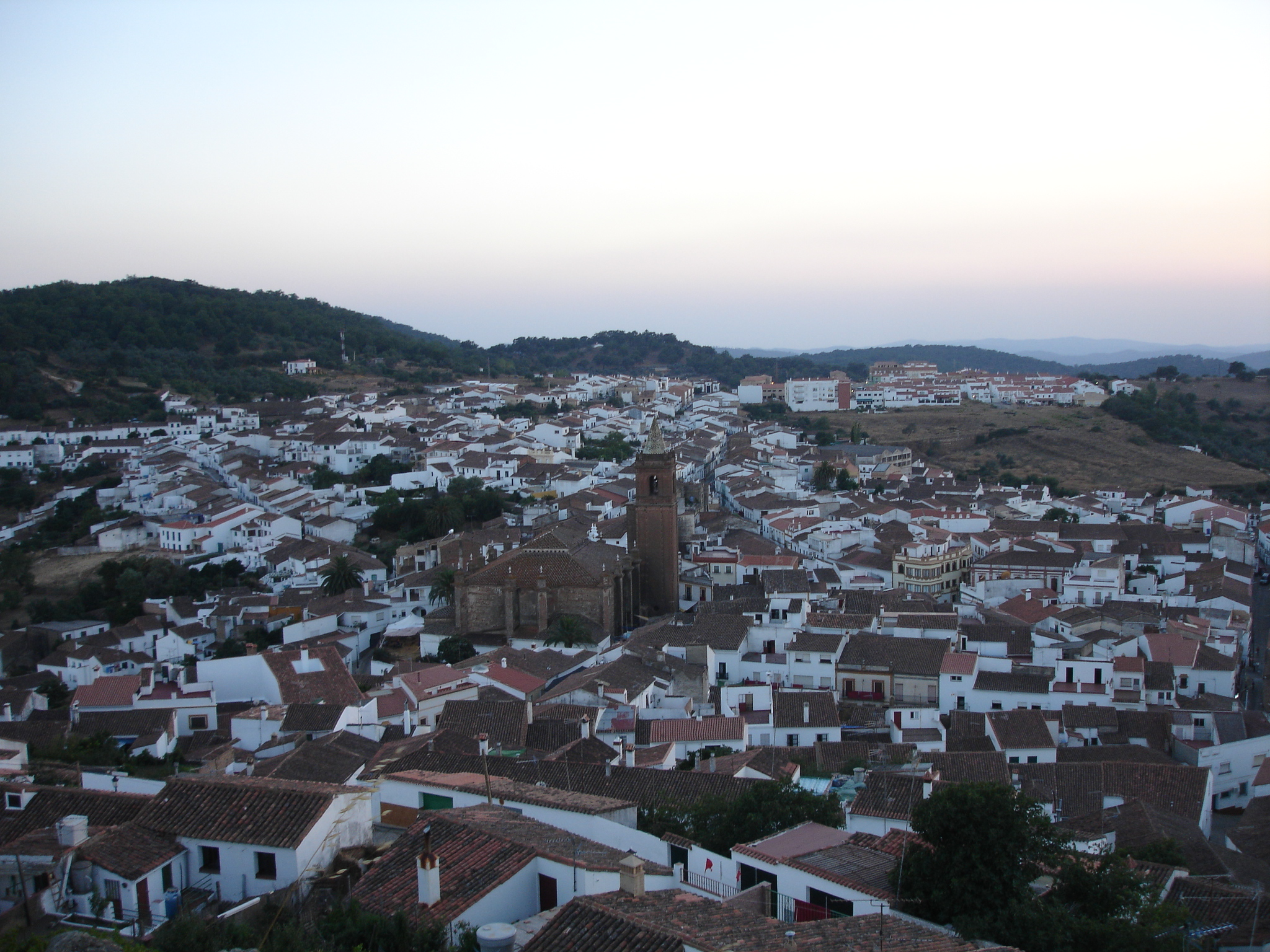
Кортегана, панорама з замку
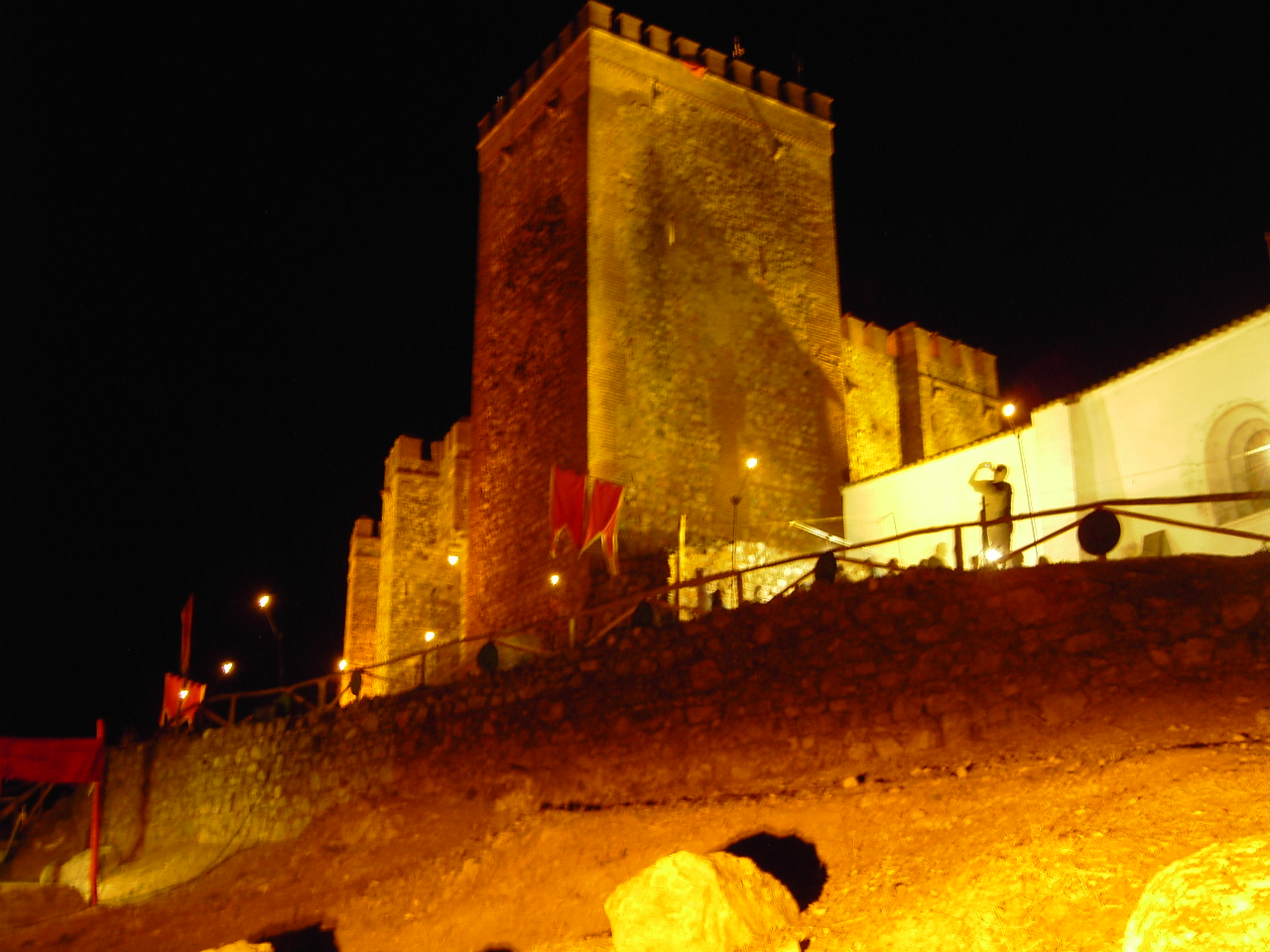
Замок